# Родийэрбий
Родийэрбий — бинарное неорганическое соединение
эрбия и родия
с формулой ErRh,
серые кристаллы.

## Получение
- Спекание стехиометрических количеств чистых веществ:

{\displaystyle {\mathsf {Er+Rh\ {\xrightarrow {1500^{o}C}}\ ErRh}}}

## Физические свойства
Родийэрбий образует кристаллы
кубической сингонии,
пространственная группа P m3m,
параметры ячейки a = 0,3375 нм, Z = 1,
структура типа хлорида цезия CsCl
.
Соединение конгруэнтно плавится при температуре ≈1520°С
.